# Sericophylla nivalis
Sericophylla nivalis är en fjärilsart som beskrevs av Turner 1937. Sericophylla nivalis ingår i släktet Sericophylla och familjen Crambidae. Inga underarter finns listade i Catalogue of Life.